# پائولا هارموکیوی
پائولا هارموکیوی (به انگلیسی: Paula Harmokivi) (زادهٔ ۲۰ مهٔ ۱۹۷۵) شناگر اهل فنلاند است.